# Staatsraad (staatsorgaan)
Een staatsraad is een staatsorgaan dat – afhankelijk van het staatsbestel – over adviserende, uitvoerende en/of rechterlijke bevoegdheden bezit. Een staatsraad wordt ook wel Raad van State genoemd.

## België
De Raad van State. In België adviseert deze raad de regering en het parlement over wetgeving en spreekt recht in bestuursrechtelijke geschillen. De leden van de Raad van State worden ook staatsraad genoemd.

## Bulgarije
In 1971 werd in Bulgarije een staatsraad ingesteld. Tot dan toe werd het ambt van staatshoofd uitgeoefend door de voorzitter van het Presidium van de Nationale Volksvergadering (Sobranje), namelijk Georgi Trajkov van de Bulgaarse Agrarische Nationale Unie (BANU). In 1971 werd Todor Zjivkov, tot dan toe premier (en sinds 1954 partijsecretaris van de communistische partij BKP), de eerste voorzitter van de Staatsraad. In tegenstelling tot de Staatsraden in andere Oost-Europese (= communistische) landen, oefende de Staatsraad in Bulgarije werkelijke macht uit. De positie van de voorzitter van de Staatsraad was te vergelijken met die van uitvoerend staatspresident.
Op 17 november 1989 werd Zjivkov afgezet en werd Petur Mladenov voorzitter van de Staatsraad. Hij schafte de Staatsraad medio 1990 af en werd staatspresident van Bulgarije. 
De Staatsraad werd door de BKP gedomineerd. Ook leden van coalitiepartner BANU waren in de Staatsraad vertegenwoordigd. De Staatsraad telde 25 leden.

## Duitse Democratische Republiek
De voormalige Duitse Democratische Republiek (DDR) kende tussen 1960 en 1990 een Staatsraad (Staatsrat) als collectief staatshoofd. De raad werd ingesteld na het overlijden van de eerste president, Wilhelm Pieck, en in april 1990 door de eerste democratisch gekozen Volkskammer afgeschaft. Speciale vertegenwoordigende bevoegdheden kwamen toe aan de voorzitter van de Staatsraad.

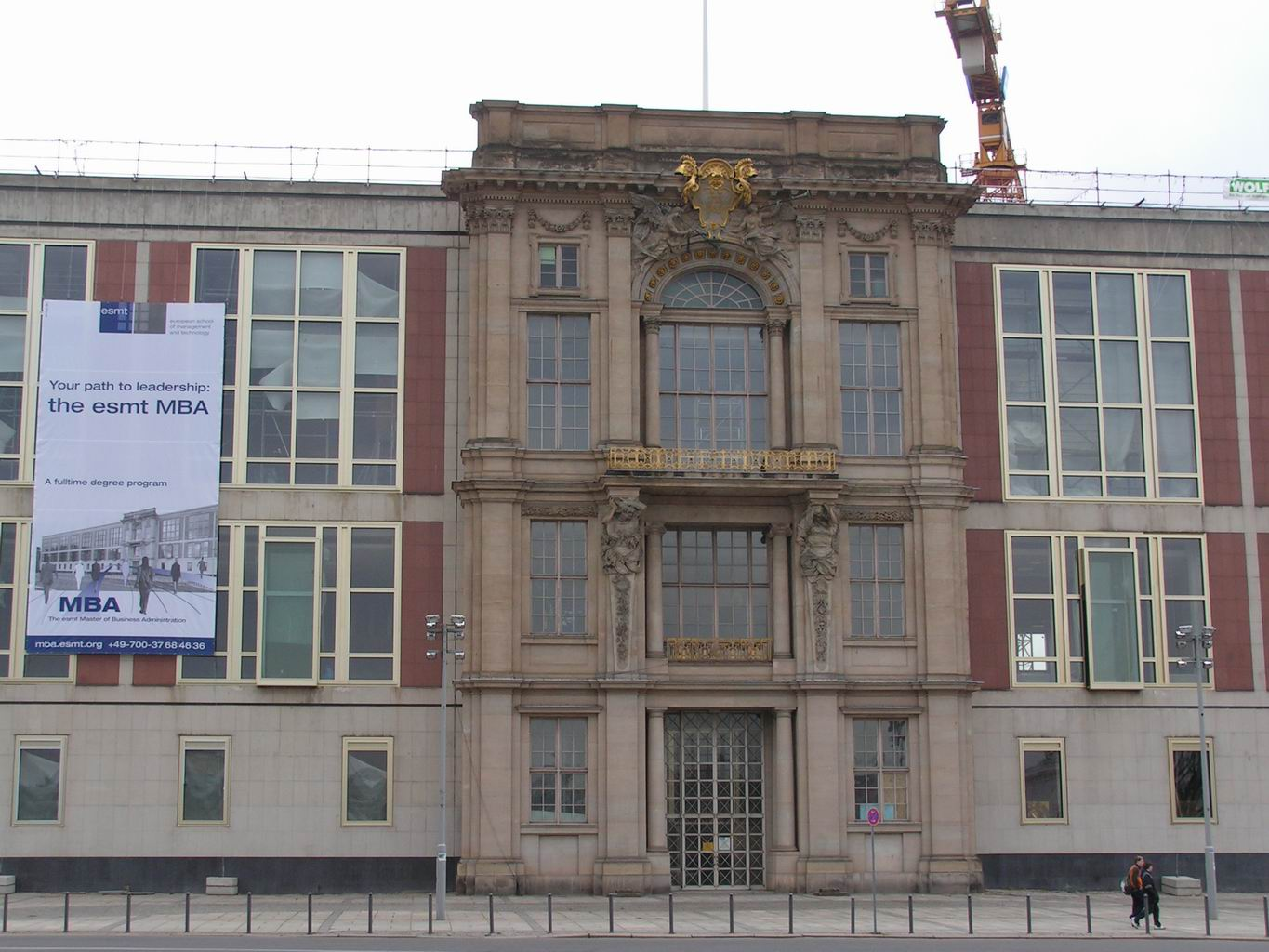
Gebouw van de Staatsraad van de voormalige DDR

Officieel werden de leden van de Staatsraad gekozen door het parlement in zijn eerste zitting na de verkiezingen. In werkelijkheid werd de samenstelling bepaald door de SED, de regerende partij in de DDR.
De voorzitter van de Staatsraad was altijd lid van de SED, evenals de twee belangrijkste vicevoorzitters. Daarnaast waren er ook vicevoorzitters die lid waren van andere, met de SED samenwerkende partijen, zoals de Democratische Boerenpartij van Duitsland, de Nationaal-Democratische Partij van Duitsland, de Liberale Partij van Duitsland en de CDUD. De Staatsraad telde 24 (25?) leden.

## Koninkrijk der Nederlanden
De Raad van State van het Koninkrijk bestaat uit de Nederlandse Raad van State uitgebreid met door de koning benoemde leden namens Aruba, Curaçao en Sint Maarten (op verzoek van de regering van het betrokken land).

## Nederland
De Raad van State. Net zoals in België adviseert de Nederlandse raad de regering en het parlement over wetgeving en spreekt recht in bestuursrechtelijke geschillen. De leden van de Raad van State worden ook staatsraad genoemd. Ten tijde van het Koninkrijk Holland was de Staatsraad ook de naam van een adviesorgaan.

## Polen
Polen kende van 1952 tot 1989 een Staatsraad (Rada Państwa) als collectief staatshoofd. In 1952 werd Bolesław Bierut, tot dan toe president van Polen, voorzitter van de Staatsraad. De Staatsraad werd door de Sejm, het Poolse parlement, gekozen. De laatste voorzitter van de Staatsraad, Wojciech Jaruzelski, werd op 19 juli 1989 tot president van Polen gekozen. De Staatsraad van Polen werd toen afgeschaft.

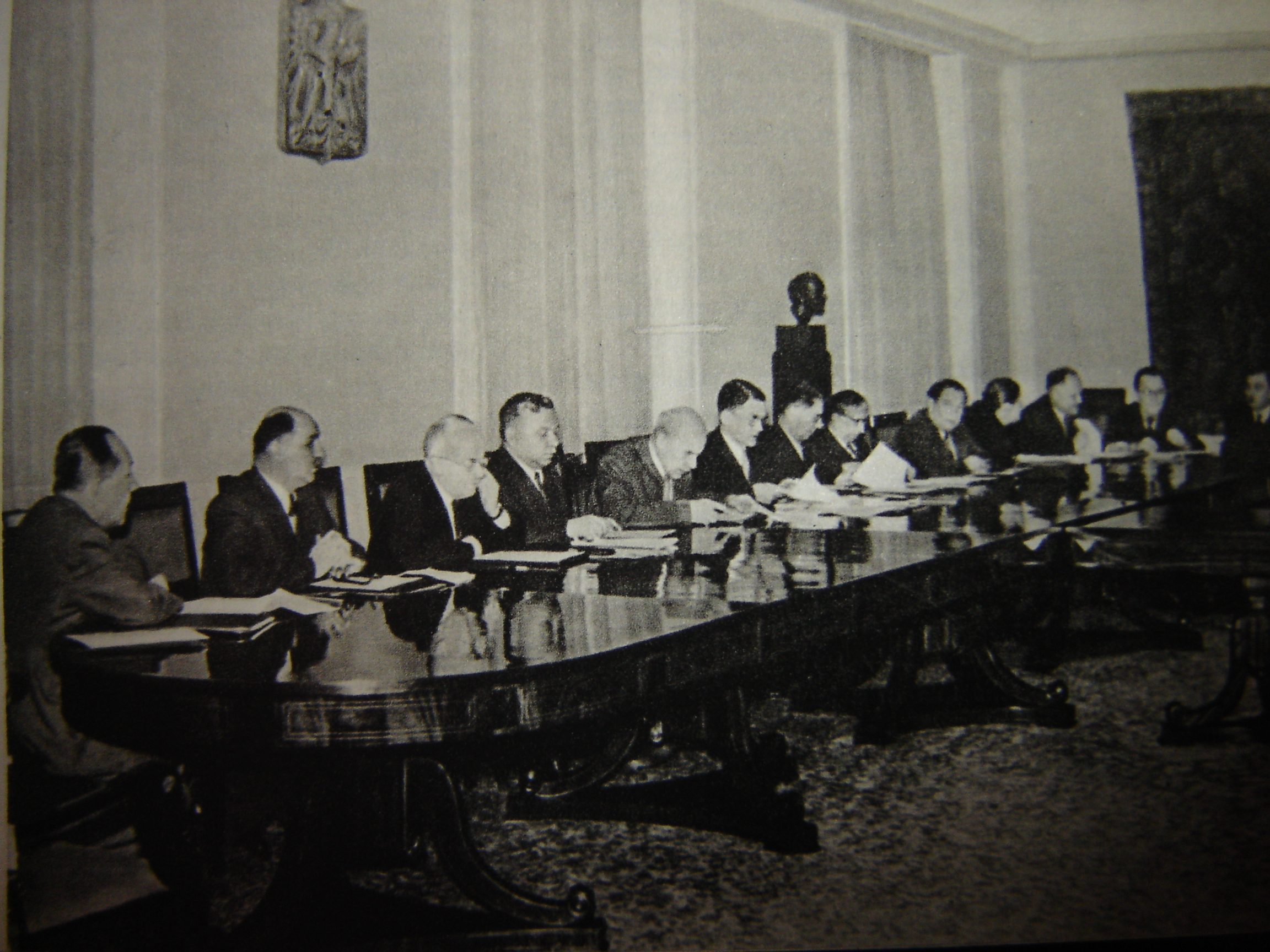
Zitting van de Poolse Staatsraad in de jaren 60

De Staatsraad werd gedomineerd door de PZPR, de regerende communistische partij. Daarnaast hadden ook leden van satellietpartijen, de Democratische Partij en de Poolse Boerenpartij, zitting in de Staatsraad. Ook leden van Znak en PAX (Polen) (rooms-katholieke bewegingen) hadden zitting in de Staatsraad. De Staatsraad telde 15 leden.

## Portugal
Zie Staatsraad (Portugal).

## Roemenië
Zie Staatsraad (Roemenië).

## Rusland
Zie Staatsraad van het Russische Rijk.

## Spanje
Zie Staatsraad (Spanje)

## Suriname
In Suriname wordt de Staatsraad voorgezeten door de president. De raad adviseert de president bij de uitoefening van zijn ambt als staatshoofd en als hoofd van de regering. Verder adviseert de staatsraad de regering over ontwerp-staatsbesluiten, over algemene beleidsaangelegenheden en over de inhoud van wetsontwerpen en volkenrechtelijke overeenkomsten, waarvan de goedkeuring van De Nationale Assemblee (het Surinaamse parlement) vereist is.

## Zwitserland
Sommige Zwitserse kantons kennen een Staatsraad als hoogste regeringscollege. Het hoofd van een Staatsraad in een Zwitsers kanton wordt de voorzitter van de Staatsraad genoemd. Andere kantons kennen bijvoorbeeld weer een Regeringsraad. 